# Pacífica (California)
Pacífica es una ciudad en el condado de San Mateo, California, en la costa del Océano Pacífico entre San Francisco y Half Moon Bay. Según límites de ciudad firma en el año 2006, la población era 41.400.

## Geografía
La ciudad de Pacífica se separa a lo largo de un estiramiento de seis millas de las colinas costeras centrales del norte de California, en varios valles pequeños que atraviesan entre el canto de la cordillera Sweeney arriba en el este, la montaña de Montara al sur, y los peñascos arenosos Pacíficos en la playa del Océano y rocosos al oeste. Según la oficina de censo de Estados Unidos, la ciudad tiene un área total de 32.8 kilómetros de ² (² de 12.7 millas). 32.7 kilómetros de ² (² de 12.6 millas) de él son tierra y 0.1 kilómetros de ² (² de 0.04 millas) de él (0.24%) son agua. Latitud y longitud: 37°37 ″ N, 122°29 ″ W (37.622, -122.485) DEL ′ 22 DEL ′ 08 GR1. 

## Demografía
A la fecha el censoGR2 del 2006, había 41.400 personas, 13.994 casas, y 9.655 familias que residían en la ciudad. La densidad demográfica era ² del 1,173.6/km (² 3,038.9/mi). Había 14.245 unidades de cubierta en una densidad media del ² de los 435.5/km (² 1,127.6/mi). La división racial de la ciudad era 64.51% blancos, 4.27% afroamericanos, 1.49% americanos nativos, 16.29% asiáticos, 1.69% isleños pacíficos, 5.18% de otras razas, y 7.58% a partir de dos o más razas. Hispanos o Latinos de cualquier raza era 17.61% de la población.

## Vecindario
Pacifica se divide en 11 distintos barrios y en 7 comunidades del norte al sur: 

### Barrios
1. Fairmont
2. Westview
3. Pacific Highlands
4. Manor
5. Fairway Park
6. Shelter Cove en el suroeste
7. Linda Mar en el sur
8. Park Pacifica en la porción del sureste de la ciudad
9. Sánchez Adobe Park
10. Pacifica Pier
11. San Andrés

### Comunidades
1. Edgemar
2. Pacific Manor
3. Sharp Park
4. Vallemar
5. Rockaway Beach
6. Pedro Point en el suroeste
7. San Pedro Valley

## Historia
Pacífica fue constituida en 1957, en una fecha relativamente reciente en la historia del condado de San Mateo. Su primer alcalde electo fue una mujer, Jean Fassler, quien se convirtió en una de las primeras alcaldesas que hubo en toda California. La localidad se formó a partir de la unión de nueve comunidades previamente separadas: Edgemar, Sharp Park, Pacific Manor, Vallemar, Rockaway Beach, Pedro Point y San Pedro Valley. Algunas de estas comunidades previas habían sido apeaderos de la Ocean Shore Railroad, una línea de ferrocarril que unía San Francisco con Santa Cruz y que tuvo una corta existencia.
Antes de la llegada de los europeos, el territorio que hoy en día ocupa Pacífica estaba ocupado por dos tribus ohlone: los pruristac, que vivían en el canal de San Pedro, cerca del actual Adobe Park, y los timigtac, que habitaban en el canal de Calera, en lo que hoy es el barrio de Rockaway Beach.
Pacífica es el lugar donde los europeos divisaron por primera vez la Bahía de San Francisco. Una expedición encabezada por el español Gaspar de Portolá avistó la bahía subiendo las colinas de Sweeney Ridge, en Pacífica, el 4 de noviembre de 1769. Antes de eso, los primeros exploradores marítimos españoles de la costa de California, Juan Rodríguez Cabrillo y Sebastián Vizcaíno, no habían llegado a ver la Bahía de San Francisco, pues una espesa niebla envolvía frecuentemente su entrada desde el océano Pacífico (el Golden Gate). El avistamiento de la Bahía de San Francisco aceleró la colonización española de Alta California, puesto que era el único puerto grande y seguro, y estaba ubicado en el centro de la costa de Alta California. Los españoles conocían la Bahía de Monterrey ya desde el siglo XVI pero, a diferencia de la Bahía de San Francisco, la de Monterrey demasiado expuesta a fuertes corrientes y vientos y no podía ser utilizada como puerto principal para su comercio entre Asia y México.
Durante la dominación española, entre 1786 y 1793, en Pacífica se encontraba la misión de San Pedro y San Pablo, que dependía de la misión Dolores, la cual se disolvió nada más independizarse México, cuando se secularizó el sistema de misiones.
De la época mexicana se conserva el edificio más antiguo que hay en la actualidad en Pacífica, el Sánchez Adobe, construido en 1846 y llamado así por encontrarse en una parte de la concesión de tierras del Rancho San Pedro otorgada a Francisco Sánchez en 1839.

## Educación
La Biblioteca del Condado de San Mateo tiene la Biblioteca de Pacifica-Sánchez y la Biblioteca de Pacifica-Sharp Park.